# Паркс, Алисия
Алисия Паркс (англ. Alycia Parks; род. 31 декабря 2000, Атланта) — американская профессиональная теннисистка. Победительница трёх турниров WTA (из них один в одиночном разряде).

## Общая биография
С детства тренируется у отца — Майкла. Начала заниматься теннисом в возрасте семи лет, а в десять лет вместе со старшей сестрой переехала во Флориду, ради дальнейшего прогресса.
Любимая теннисистка — Серена Уильямс.

## Спортивная карьера
В самом начале профессиональной карьеры Паркс выступала в основном составе на турнирах Мирового теннисного тура ITF среди женщин, где ей удалось завоевать один титул в одиночном разряде и два титула в парном разряде.
Свой первый турнир в ходе WTA Тура Алисия сыграла в апреле 2021 года, когда получила право на участие в квалификации турнира в Чарлстоне. Там она вышла во второй отборочный раунд, победив Эллен Перес со счетом 6:2 и 6:4, где встретилась с Натальей Вихлянцевой и уступила ей. В этом же 2021 году она, получив приглашение, сыграла в основной сетке Открытого чемпионата США, уступила в первом раунде Ольге Данилович из Сербии. На Открытом чемпионате Остравы 2022 года, она победила в квалификации бывшую первую ракетку мира Каролину Плишкову, а затем, победив 7-ю ракетку мира и четвертую сеяную Марию Саккари, вышла в свой первый в истории четвертьфинал WTA. На том же турнире в парном разряде она выиграла свой первый титул WTA Тура в паре с Кэти Макнелли.
В 2023 году на Открытом чемпионате Австралии, американская спортсменка в парном разряде вместе с Оксаной Калашниковой сыграла в 3-м раунде турнира. В начале февраля успешно выступила на турнире в Лионе (Франция), где сумела завоевать свой первый титул в одиночном разряде.

## Итоговое место в рейтинге WTA по годам
| Год  | Одиночный рейтинг | Парный рейтинг |
| 2022 | 118               | 68             |
| 2021 | 237               | 368            |
| 2020 | 364               | 577            |
| 2019 | 410               | 584            |
| 2018 | 984               | 706            |
| 2017 | 1208              | 1261           |

## Выступления на турнирах

### Финалы турнировWTAв одиночном разряде (1)

#### Победы (1)
| Легенда:                    |
| --------------------------- |
| Турниры Большого шлема (0)* |
| Олимпиада (0)               |
| Итоговый турнир WTA (0)     |
| WTA 1000 Mandatory (0)      |
| WTA 1000 (0+1)              |
| WTA 500 (0+1)               |
| WTA 250 (1)                 |

| Титулы по покрытиям | Титулы по месту проведения матчей турнира |
| ------------------- | ----------------------------------------- |
| Хард (1+2)*         | Зал (1+1)                                 |
| Грунт (0*)          | Зал (1+1)                                 |
| Трава (0)           | Открытый воздух (0+1)                     |
| Ковёр (0)           | Открытый воздух (0+1)                     |

* количество побед в одиночном разряде + количество побед в парном разряде.
| №  | Дата           | Турнир        | Покрытие   | Соперница в финале | Счёт       |
| 1. | 5 февраля 2023 | Лион, Франция | Хард (зал) | Каролин Гарсия     | 7-6(7) 7-5 |

### Финалы турнировWTAв парном разряде (3)

#### Победы (2)
| №  | Дата            | Турнир          | Покрытие   | Партнёрша       | Соперницы в финале                  | Счёт              |
| 1. | 9 октября 2022  | Острава, Чехия  | Хард (зал) | Кэти Макнэлли   | Алиция Росольская Эрин Рутлифф      | 6-3 6-2           |
| 2. | 19 августа 2023 | Цинциннати, США | Хард       | Тейлор Таунсенд | Николь Мелихар-Мартинес Эллен Перес | 6-7(1) 6-4 [10-6] |

#### Поражения (1)
| №  | Дата         | Турнир                    | Покрытие | Партнёрша    | Соперницы в финале              | Счёт       |
| 1. | 25 июня 2023 | Бирмингем, Великобритания | Трава    | Сторм Хантер | Барбора Крейчикова Марта Костюк | 2-6 6-7(7) |